# Tobaksfest
En tobaksfest eller ett tobaksparty är en metod att marknadsföra tobak till framför allt ungdomar genom billigare försäljning under fester, även alkoholdrycker har förekommit. I Sverige försökte företaget Austria Tabak med sådana fester kring år 2000, vilket uppmärksammades och kritiserades i medierna och även var uppe för politisk debatt.
I november 2002 satte Marknadsdomstolen stopp för festernas fortsatta existens i Sverige, eftersom arrangemangen ansågs strida mot kravet på måttfullhet i den svenska tobakslagen.

### Fotnoter
1. ↑  ”Vissa tobaksfrågor”. Sveriges riksdag. 11 mars 2002. https://www.riksdagen.se/sv/dokument-lagar/arende/betankande/vissa-tobaksfragor_GP01SOU8/html. Läst 24 december 2009.
2. ↑  Jens Kärrman (3 november 2000). ”Tobaksfest provocerar politikerna” (på svenska). Aftonbladet. http://wwwc.aftonbladet.se/nyheter/0011/03/tobak.html. Läst 24 december 2009.
3. ↑  Andreas Harne (4 november 2000). ”Tobaksbolaget bjöd på PR-fest” (på svenska). Aftonbladet. http://wwwc.aftonbladet.se/nyheter/0011/04/tobaksfest.html. Läst 24 december 2009.
4. ↑  Marknadsdomstolen - november 2002, läst 24 december 2009[död länk] (svenska)